# Anton Namre
Anton Namre, slovenski rimskokatoliški duhovnik, nabožni pesnik in pisatelj, * 7. januar 1812 Stari trg pri Ložu, † 13. september 1893, Šmartno pod Šmarno goro.

## Življenje in delo
Rodil se je očetu Jožefu in materi Urši (rojena Ulln). Po končanem študiju bogoslovja v Ljubljani (1837) je bil kaplan v Poljanah nad Škofjo Loko, Borovnici, duhovnik v Gotenici in Kopanju ter od 1864-1893 župnik v Šmartnem pod Šmarno goro.
Pisal je v prozi npr.: Pohujšljivi nadpisi (1853)  in v 60. in 70. letih 19. stoletja objavljal pesmi brez posebnega pesniškega poleta in z neredkimi jezikovnimi hibami. Devet njegovih pesmi nastalih v letih 1837–1875 so 1898 objavile Drobtinice.